# Zinho Gano
Zinho Gano (* 13. Oktober 1993 in Sint-Katelijne-Waver) ist ein belgisch-guinea-bissauischer Fußballspieler.

## Karriere

### Verein
Aus der Jugend des FC Brügge kommend, ging Zinho Gano zur Saison 2011/12 aus der U19 fest in die erste Mannschaft über. In den folgenden zwei Spielzeiten wurde er nie eingesetzt und sammelte lediglich mit der U-19 noch weitere Einsätze. Zur Saison 2013/14 wurde er an den Lommel SK verliehen, wo er in der zweitklassigen Challenger Pro zum Einsatz kam und bereits im ersten Spiel ein Tor erzielte. Nach dem Ende der Leihe folgte eine Leihe zu Royal Mouscron, wo er nun in der ersten Liga eingesetzt wurde. 
Nach der Saison 2014/15 endete sein Vertrag bei seinem Stammklub und er wechselte zu Waasland-Beveren, mit denen er weitere drei Spielzeiten in der ersten Liga spielte. Seine nächste Station war ab Sommer 2017 die KV Ostende, für die er über den Zeitraum der kommenden Saison spielte und danach zum KRC Genk transferiert wurde. Zur Saison 2019/20 wurde er an Royal Antwerpen verliehen. Per Leihe verbrachte er die Rückrunde 2021/22 bei der KV Kortrijk. Seit der Spielrunde 2021/22 steht er bei Zulte Waregem unter Vertrag.

### Nationalmannschaft
Von 2011 bis 2012 spielte Zinho Gano in den U-Mannschaften Belgiens.
Da er nicht für die belgische A-Nationalmannschaft nominiert wurde, wechselte er zur Mannschaft von Guinea-Bissau und kam hier am 23. März 2022 erstmals in einem 3:0-Freundschaftsspielsieg über Äquatorialguinea zum Einsatz. Nach einem weiteren Freundschaftsspiel sammelte er auch noch drei weitere Einsätze in der Qualifikation für den Afrika-Cup 2024, in welchen er drei Tore erzielte.
Am 22. Dezember 2023 wurde er für den finalen Kader zum Afrika-Cup 2024 nominiert.